# Bremerhaven (cratera)
Bremerhaven é uma cratera marciana. Tem como característica 2.5 quilômetros de diâmetro. Deve o seu nome à cidade alemã Bremerhaven.